# 2e bataillon de volontaires de Paris
Le 2e bataillon de volontaires nationaux de Paris, du district de Paris, était une unité militaire de l’armée Française créé sous la Révolution française. Il fut également appelé plus simplement 2e bataillon de Paris.

## Création et différentes dénominations
Le 2e bataillon de volontaires nationaux de Paris est formé du 20 juillet au 3 août 1791 au camp de Grenelle.

Le bataillon était formé avec les volontaires de quelques communes suburbaines ceux des 3e et 5e divisions de la garde nationale parisienne.
- La 3e division était composée des bataillons des districts des Récollets (21e district), Saint-Nicolas-des-Champs (22e district), la Trinité (23e district), Saint-Médéric (24e district), les Carmélites (25e district), les Filles-Dieu (26e district), Saint-Martin-des-Champs (27e district), les Enfants-Rouges (28e district), Saint-Laurent (29e district), les Pères-Nazareth  (30e district).
- La 5e division était composée des bataillons des districts de Sainte-Marguerite (41e district), les Minimes (42e district), Petit-Saint-Antoine (43e district), Saint-Gervais (44e district), Saint-Jean-en-Grève (45e district), Saint-Louis-la-Culture (46e district), les Blancs-Manteaux (47e district), Popincourt (48e district), les Capucins-du-Marais (49e district), les Enfants-Trouvés (50e district).

Bien que constitué avant le 1er bataillon, ce bataillon reçu le no 2 par suite du tirage au sort.
- Lors de la première réorganisation le 21 mars 1795, 
  - le 2e bataillon de volontaires de Paris est amalgamé avec
  - le 1er bataillon du 34e régiment d'infanterie ci-devant Angoulème et
  - le 11e bataillon de volontaires de la Manche

pour former la 67e demi-brigade de première formation.

## Commandants
- Lieutenant-colonel Honoré Alexandre Hacquin
- Lieutenant-colonel Philippe Joseph Malbrancq
- Lieutenant-colonel Pierre Guillaume Gratien
- Lieutenant-colonel François Benjamin Deschamps

## Historique des garnisons, combats et batailles

### 1791
- 20 juillet 1791 : Le 2e bataillon de Volontaires de Paris est formé au camp de Grenelle
- 3 août : le bataillon est mis en route pour rejoindre l'Armée du Nord, occupe Gonesse puis séjourne au camp de Verberie.
- Le 27 septembre le bataillon quitte Verberie en direction de Bapaume
- Le 25 novembre, en garnison à Bapaume, le 2e bataillon est passé en revue, par le maréchal de camp Gabriel Louis de Caulaincourt. Affecté à l'armée du Nord, il restera en garnison dans cette ville jusqu'en 1792.

### 1792
- 12 mars 1792 le bataillon rejoint l'armée à Maulde
- Le 29 avril il se distingue à Quiévrain et reçoit la garde du village après son enlèvement à l'ennemi.
- Le 30 avril, pendant la retraite il se fait de nouveau remarquer par sa solidité. Le bataillon resta le dernier sur le champ de bataille, en arrière-garde. Le général Biron indique dans son rapport « Je ne connais point de bataillon de grenadiers plus brave, plus ferme, plus soumis aux ordres qu'on lui donne que le 2e du département de Paris ». Par suite de la déroute de l'armée française, le camp avait été pillé par les uhlans, les effets de campemants perdus ainsi que les équipages. Le commandant du bataillon, Malbrancq, rendit compte de la situation au maire de Paris, Philibert Borie, et demanda des secours.
- Le 1er mai, le bataillon rentre dans un cantonnement à Marchiennes et est appelé de suite en garnison à Valenciennes, par ordre du maréchal de Rochambeau.
- Il est envoyé peu après à Landrecies, puis campe à Famars.
- Le 16 juin il prend part à la tentative du général Luckner sur Menin puis combat en arrière-garde lors de la retraite de Courtrai.
- On retrouve, ensuite, le bataillon au camp de Maulde où il forme une brigade avec le 1er bataillon de volontaires de Seine-Inférieure et le 1er bataillon du 45e régiment d'infanterie ci-devant La Couronne
- Les 15 et 30 août, le bataillon repousse les attaques du général autrichien Beaulieu contre le camp qu'il quitte
- Début septembre pour se diriger avec le  corps du général Beurnonville sur Grandpré.
- Le 20 septembre, lors de la bataille de Valmy, il est à la 1re brigade de la division de réserve où il n'a qu'un rôle très secondaire.
- Après la bataille, il reste au camp de Sainte-Menehould où il est attaché à l'armée de la Belgique nouvellement formée. Il est placé dans la seconde colonne sous les ordres du général Miranda.
- Le 6 novembre, il est à l'avant-garde de l'aile droite et se fait remarquer à la bataille de Jemappes. Il suit ensuite les opérations en Belgique.
- Le 30 novembre, il combat sous Liège

### 1793
- En janvier, il occupe la citadelle de Liège.
- 18 février, le 2e bataillon, fort de 463 hommes, se trouve à Maastricht où il est engagé à Heer, Reml et Vletighem.
- Le 1er mars lors de la bataille d'Aldenhoven il défend la redoute de Coslar. Le bataillon est rattaché à l'armée de Belgique.
- Le 4 mars, le siège de Maastricht est levé et dans la retraite qui suivit la bataille de Visé près de Liège, le bataillon fut bloqué jusqu'au 14 mars.
- Le 14 mars, les troupes républicaines, attaquèrent à Saint-Trond et forcèrent les autrichiens à livrer passage à la division qu'ils tenaient enfermé.
- Les 16, 18, 19, 20 et 22 mars, toujours aux avant-postes, le 2e bataillon de Paris est engagé dans les sanglants combats de Neerwinden qui décidèrent de l'évacuation de la Belgique.
- Le 5 avril 1793, lors de la trahison de Dumouriez[1] le  commandant Gratien retira le bataillon du camp de Maulde et le conduisit à travers les bois jusque Hecq-au-Pont.
- Le 6 avril il se dirigea sur Douai où il passe la nuit puis il est rapidement ramené sous les murs de Valenciennes.
- Du 24 avril au 23 mai le bataillon prend part aux combats autour de la place.
  - 1er, 8 et 9 mai : Attaque des retranchements de l'abbaye de Vicogne et de ceux du bois de Saint-Amand
- Le 21 juin, le bataillon est engagé dans l'affaire de l'abbaye d'Anchin, mais l'armée du Nord, épuisée reste sur  la défensive.
- Le 11 août, le général Houchard nouveau commandant de l'armée du Nord, ayant reçu l'ordre de débloquer les places du Nord, le hostilités reprennent. Le bataillon se trouve alors sous les ordres du général Béru.
- Le 18 août, le bataillon se couvre de gloire Linselles. « Lorsque l'armée française entière eut été repoussée de ce village, le commandant Gratien rallia le demi-bataillon qu'il commandait, fit battre la charge et reprit, malgré les boulets et les balles, les redoutes en avant de Linselles et entra presque à la moitié du village d'où le bataillon aurait chassé les Anglais s'il n'eut été secouru puisqu'il fit feu contre les ennemis depuis 5 heures et qu'il ne cessa jusqu'à la nuit, heure à laquelle il fit une retraite tranquille n'ayant reçu aucun secours. ». 
Cette conduite du 2e bataillon de Paris eut pour résultat, d'après une note des états de services du général Gratien, « d'empêcher l'armée anglo-hollandaise de poursuivre les corps français, en soutenant seul la charge et la tenant en échec jusqu'à la nuit ».
- Le 27 août, le 2e bataillon est engagé dans l'affaire de Roncq-Tourcoing-Lannoy contre les hollandais. Cette affaire était une fausse attaque pendant laquelle 4 divisions représentant de 30 000 à 40 000 hommes partant du camp de la Madeleine allèrent se concentrer entre Cassel et Steenvoorde. Le bataillon sous les ordres du général Dupont pris Tourcoing malgré de sanglantes pertes.
- Le 13 septembre, n'ayant pas participé bataille de Hondschoote, il est en première ligne lors de la bataille de Menin où il enlève plusieurs redoutes située en avant de la ville. Les 1 500 défenseurs hollandais se rendirent et le bataillon captura plusieurs canons qui furent immédiatement emmenés à Lille.
- Le 11 octobre, il combat lors de l'affaire du moulin de Wervicq
- Le 16 octobre, le 2e bataillon qui fait alors partie de la division Duquesnoy brigade Gratien est engagé à la bataille de Wattignies. Bombardé par des pièces de 17 et se battant contre des forces infiniment supérieures le général Gratien fait reculer sa troupe de 3/4 de lieue qui est immédiatement suspendu et remplacé par le général Thomas Sorlus.
- Après la victoire de Wattignies, le bataillon suivit la marche de l'armée.
- Du 3 au 18 novembre on le trouve au camp de Tirimont.
- Le 3 décembre il est à Arras et est envoyé, avec plusieurs corps de l'armée du Nord, formant une division de 10 000 hommes commandée par le général Duquesnoy, renforcer l'armée de l'Ouest contre la grande insurrection vendéenne
- Le 10 décembre le bataillon arrive à Vernon.
- Le 13 décembre il est à Évreux

### 1794
- Le 21 janvier 1794 il prend part à la bataille de Pont-James contre Charette

Il fait partie de la brigade laissée à l'armée de l'Ouest avec le général Bonnaire tandis que le reste de la division Duquesnoy passe à l'armée des côtes de Brest pour servir dans l'expédition contre les îles anglaises de la Manche, dont le projet fut abandonné.
- Le 21 février il est engagé à Cholet dans un combat contre les Vendéens.
- Le 12 juillet il combat contre Stofflet à la bataille de La Châtaigneraie.

Après la bataille de La Châtaigneraie, le bataillon est envoyé à l'armée des côtes de Brest.
- Le 30 juillet il est à Belle-Île-en-Mer et séjourne successivement au Palais, à Sauzon et au camp de Locmaria.
- Le 6 août, les vides sont comblés par l'arrivée de 296 volontaires du district de Montfort-l'Amaury.

### 1795
- Jusque début février 1795, le bataillon reste en poste à Belle-Île-en-Mer. Il est alors ramené sur le continent, à Vannes, et est employé à la poursuite des Chouans du Morbihan.
- Le 8 mars le bataillon est engagé dans un combat contre des Chouans à Bignan près de Locminé.
- Le 21 mars 1795, 
  - le 2e bataillon de volontaires de Paris est amalgamé avec
  - le 1er bataillon du 34e régiment d'infanterie ci-devant Angoulème et
  - le 11e bataillon de volontaires de la Manche

pour former la 67e demi-brigade de première formation.

## Personnes célèbres ayant servi au2ebataillonde volontaires de Paris
- Guillaume François d'Aigremont, alors sous-lieutenant
- Gabriel Etienne Boyer, alors lieutenant
- Auguste Nicolas Lenoir, alors volontaire

### François Benjamin Deschamps
De 1770 à 1778 François Benjamin Deschamps fut soldat au régiment de Normandie puis au régiment de Neustrie.

Durant la période insurrectionnelle de juillet 1789, il est commandant en second des citoyens du district de Saint-Nicolas-des-Champs.

En 1790, il passe sous-lieutenant dans la garde nationale, puis capitaine de chasseurs.

Le 20 juillet 1791, il est nommé capitaine au 2e bataillon de Paris puis chef de ce même bataillon le 2 mars 1794.

Le 23 octobre 1795, il est admis aux Invalides et y meurt des suites de fatigues de la guerre.